# Uhovețk, Kovel
Uhovețk (în ucraineană Уховецьк) este o comună în raionul Kovel, regiunea Volînia, Ucraina, formată numai din satul de reședință.

## Demografie
Componența lingvistică a satului Uhovețk
     Ucraineană (99,27%)
     Alte limbi (0,73%)
Conform recensământului din 2001, majoritatea populației satului Uhovețk era vorbitoare de ucraineană (99,27%), existând în minoritate și vorbitori de alte limbi.